# Darío Ubríaco
Darío Agustín Ubríaco Medero (Uruguay; 8 de febrero de 1972) es un exárbitro  de fútbol uruguayo. Es internacional FIFA desde el año 2008.

## Carrera en el fútbol
Antes de dedicarse al arbitraje, fue futbolista profesional. Era zaguero y defendió los colores de Central Español.
Como árbitro, Darío Ubríaco dirigió en la Primera División, Segunda División, Copa Artigas, Copa Libertadores de América, Copa Sudamericana y varios partidos amistosos internacionales.
En la Copa Mundial de Fútbol Sub-20 de 2011, pitó los partidos Costa Rica vs. España y Croacia vs. Nigeria de la primera fase, en cuartos de final pitó el partido Francia vs. Nigeria.
Pitó el partido de la Copa Sudamericana 2012, en la llave de semifinales Millonarios vs Tigre el 29 de septiembre del 2012. Además arbitró la Final de la Copa Sudamericana 2014 entre River Plate y Atlético Nacional, el 10 de diciembre de 2014. Arbitró la Final de la Copa Libertadores de América  entre River Plate vs. Tigres el 5 de agosto de 2015. También dirigió varios clásicos uruguayos entre Nacional y Peñarol.